# Алан Алда
Алан Алда (англ. Alan Alda; при рождении Альфонсо Джозеф Д’Абруццо, 28 января 1936) — американский актёр, режиссёр, сценарист, продюсер, подкастер.

## Жизнь и карьера
Его матерью была Джоан Браун, обладательница титула «Мисс Нью-Йорк», а отец Алана — Роберт Алда (настоящее имя — Альфонсо Джузеппе Джованни Роберто Д’Абруццо) — известный актёр, снимавшийся в кино и игравший в бродвейских мюзиклах. Став актёром, Роберт Алда создал себе псевдоним из первого слога имени (Альфонсо) и первого слога фамилии (д’Абруццо) — Алда, который впоследствии приняли его сыновья. Младший брат Алана — Энтони — тоже актёр.
В детстве Алан перенёс полиомиелит, но полностью выздоровел. Посещал среднюю школу архиепископа Степинаца в Уайт-Плейнс, штат Нью-Йорк. Впервые попал на сцену в возрасте 16 лет в летнем театре Бернсвилла, Пенсильвания. В молодости, будучи студентом Фордхемского университета, он учился в Сорбонне, наряду с этим выступал на римской сцене и на телевидении Амстердама вместе с отцом. В 1956 году Алан получил степень бакалавра, затем был призван в армию США, служил в резервном корпусе, в 1957 году женился на Арлин Вейсс. После колледжа играл в Кливлендском театре. Вдобавок ко всему, Алда учился актёрскому мастерству во «Втором городе» в Нью-Йорке и в «Компасе» в Гайаниспорте (Массачусетс).
Алда получил хорошие отзывы критиков за бродвейский спектакль «Сова и Киска», это был его главный прорыв на сцене. Первую номинацию на премию «Тони» ему принесла работа в спектакле «Яблоня». Также Алан был номинирован на «Тони» за роль в пьесе «Женщины Джейка» Нила Саймона. Первый фильм Алда — «Прошедшие дни» (1963). Также он снялся в фильмах «Война лунного света» (1970), «Дженни» (1970), «Вальс Мефистофеля» (1971) и «Бумажный лев» (1968), роль в котором стала его первым значительным появлением на экране.

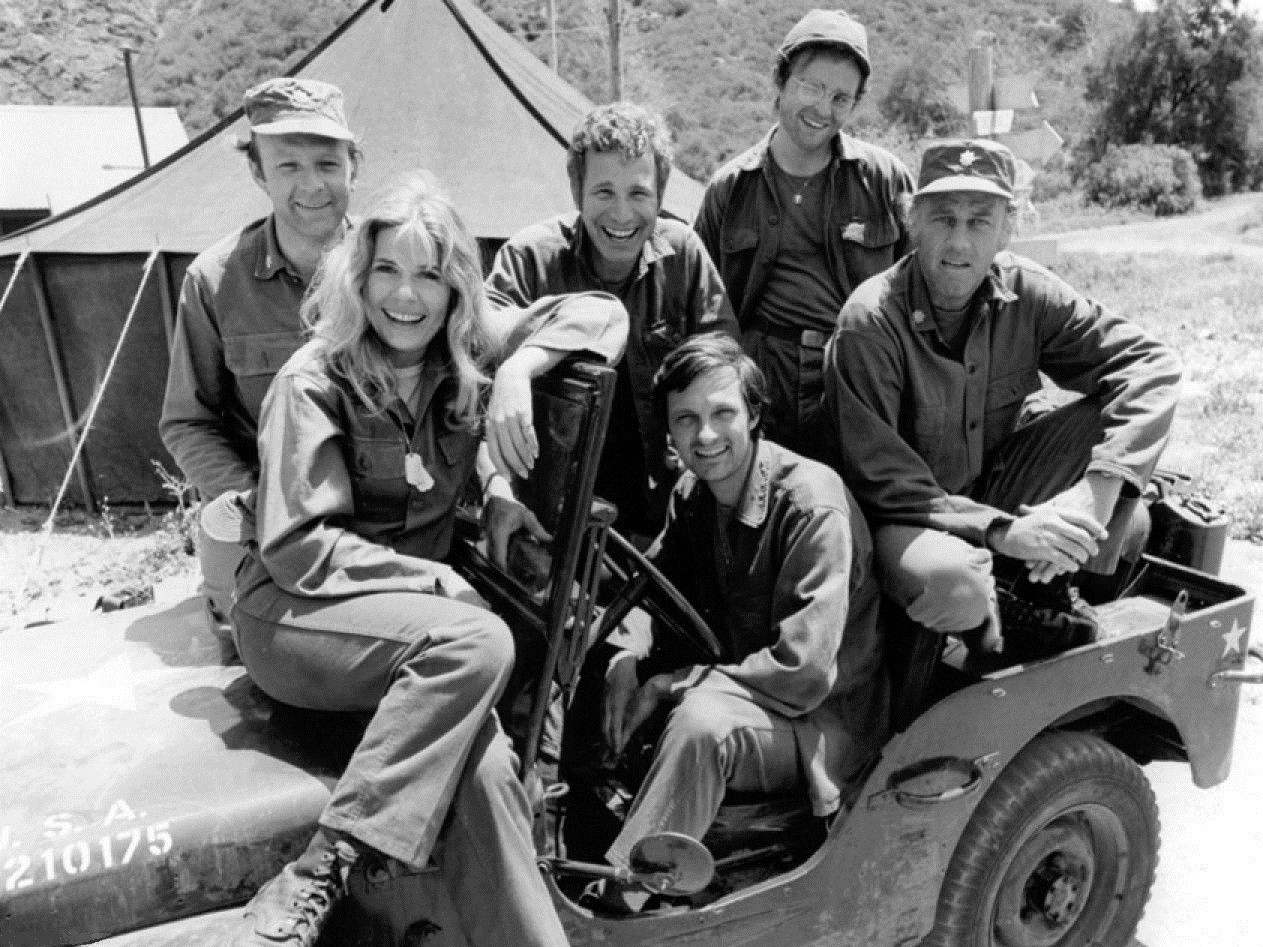
Лоретта Свит, Ларри Линвилл, Уэйн Роджерс, Гари Бёргхофф, Алан Алда (за рулём), и Маклин Стивенсон, M*A*S*H, 1974 год.

Алан Алда получил мировое признание за главную роль Бенджамина «Ястребиного глаза» Пирса в популярном сериале «МЭШ». Когда Алану предложили принять участие в съёмках «МЭШ», он поначалу хотел отказаться, потому что не хотел, как он сам говорил «быть поводом для шумного беззаботного веселья? Я хотел показать, что война — это плохо». Поэтому в его контракте было записано, что, по крайней мере, одна сцена на эпизод должна быть серьёзной — когда действие происходит в операционной. Ещё одной причиной было то, что он не хотел быть занят в сериале пять и более лет. Но его жена предложила ему хотя бы прочитать сценарий. В конце концов Алан, тронутый сюжетом фильма, принял приглашение. Его любимые эпизоды в сериале «МЭШ» — «Дорогой Зигмунд» и «В любви и на войне».
Сериал вознёс Алана на вершину Голливуда. С $10 000 за пилотную серию его гонорар увеличился до $235 000 за эпизод в последнем году съёмок. С четвёртого сезона Алан — креативный консультант сериала; им написан сценарий к 19-ти и поставлен 31 эпизод. Не желая расставаться с семьёй, на протяжении 11 лет съёмок Алан курсировал из своего дома в Нью-Джерси в Лос-Анджелес. Он собрал беспрецедентное количество наград за создание образа чуткого военного хирурга, призванного на Корейскую войну. За 11 лет, в течение которых сериал шёл на CBS, Алда был номинирован на 25 премий «Эмми». Он получил 4 золотых статуэтки и стал единственным, кто получил эту награду Американских телевизионных академий как актёр, сценарист и режиссёр. В придачу к «Эмми» Алда дважды получил приз Союза сценаристов, трижды — приз Союза режиссёров, шесть «Золотых глобусов» Голливудской ассоциации иностранной прессы как лучший комедийный актёр, и семь призов зрительских симпатий. Также он получил награду «Мечта Человечества» за сценарий драматичной серии «Сны» (совместно с Джеймсом Джеем Рубинфайером), которая была показана в восьмом сезоне «МЭШ». Алан Алда часто играл самого себя — терпимого, добродушного, интеллектуального американца средних лет.
В 1980 году Алда сыграл главную роль в собственном фильме «Времена года», имевшем огромный успех у критиков. После он занялся продюсированием телевизионной версии сериала «Четыре сезона» для CBS. В то время как «МЭШ» заканчивал одиннадцатый сезон трансляции на ТВ, Алда писал сценарии, ставил и снимался в различных картинах, включая такие фильмы как «Сладкая свобода», «Новая жизнь» и «Свадьба Бетси».
В 1999 ему было предложено играть врача-консультанта с болезнью Альцгеймера в нескольких эпизодах сериала «Скорая помощь», эта роль принесла ему очередную премию «Эмми». 5 марта 2002 года Алан Алда был удостоен награды WGA' Валентайн Дэвис, которая предназначена для авторов, «содействовавших киноиндустрии и привнёсших честь и достоинство в профессию сценариста». Он также получил Королевскую кинонаграду за достижения в телевизионной карьере на кинофестивале в Сарасоте 13 января 2001 года.
В 1996 году он занял 41-е место в списке 50 величайших телезвёзд всех времён по версии TV Guide.

## Личная жизнь
С 1957 года Алда женат на фотографе Арлин (урождённой Вайсс). У них три дочери — Ева (род. 1958), Элизабет (род. 1960) и Беатрис (род. 1961), а также восемь внуков.
Убеждённый феминист, Алда в 1976 году был назначен членом Национальной комиссии соблюдения Международного женского дня, где он в течение 10 лет сопредседательствовал в комитете борьбы за равноправие мужчин и женщин.

## Фильмография

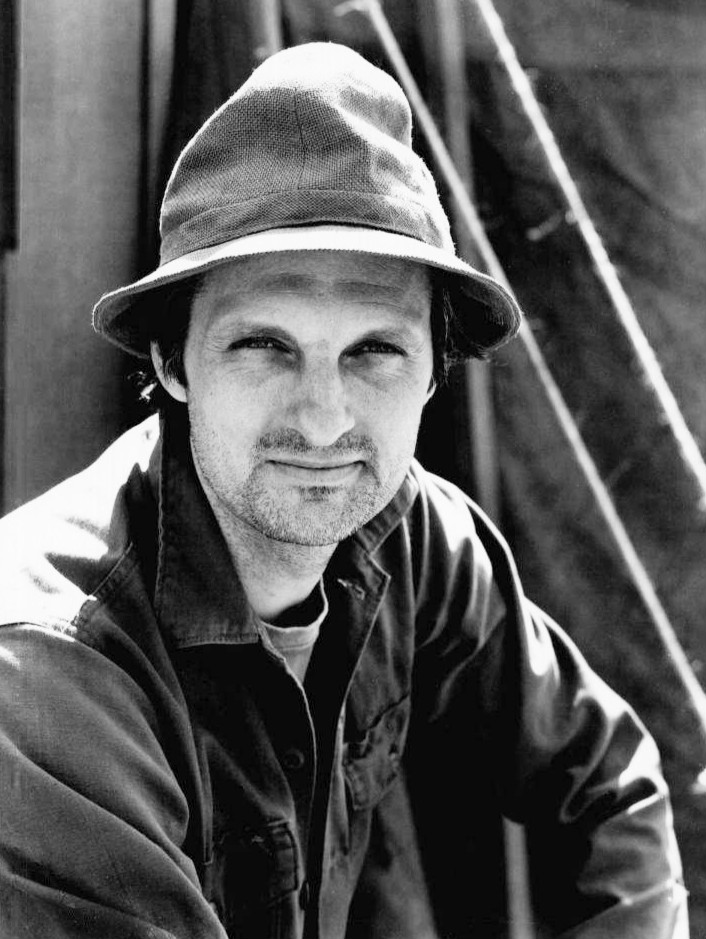
Алан Алда в сериале «Чёртова служба в госпитале МЭШ» (1972 год)

### Актёр
| Год       |     | Русское название                 | Оригинальное название        | Роль                             |
| --------- | --- | -------------------------------- | ---------------------------- | -------------------------------- |
| 1958      | с   | Шоу Фила Силверса                | The Phil Silvers Show        | Карлайл Томпсон                  |
| 1962      | с   | Обнажённый город                 | Naked City                   | молодой поэт                     |
| 1962      | кор | Смешащий                         | The Laughmakers              | н/д                              |
| 1963      | с   | —                                | The Nurses                   | доктор Джон Гриффин              |
| 1963      | с   | Шоссе 66                         | Route 66                     | доктор Глейзер                   |
| 1963      | ф   | —                                | Gone Are the Days!           | Чарли Котчипи                    |
| 1963      | с   | Восток/Запад                     | East Side/West Side          | Фредди Уилкокс                   |
| 1965      | с   | —                                | The Trials of O’Brien        | Ник Стафос                       |
| 1966      | тф  | —                                | Where’s Everett              | Арнольд Баркер                   |
| 1967      | с   | Голубая диадема                  | Coronet Blue                 | Клэй Брезниа                     |
| 1968      | с   | —                                | Premiere                     | Фрэнк Сент Джон                  |
| 1968      | ф   | Бумажный лев                     | Paper Lion                   | Джордж Плимптон                  |
| 1969      | ф   | Необычайный моряк                | The Extraordinary Seaman     | лейтенант Мортон Крим            |
| 1970      | ф   | Дженни                           | Jenny                        | Делано                           |
| 1970      | ф   | Лунный свет войны                | The Moonshine War            | Джон У. Мартин                   |
| 1971      | ф   | Вальс Мефистофеля                | The Mephisto Waltz           | Майлс Кларксон                   |
| 1971      | с   | —                                | Story Theatre                | н/д                              |
| 1972      | тф  | Стеклянный дом                   | The Glass House              | Джонатон Пейдж                   |
| 1972      | ф   | Убить клоуна                     | To Kill a Clown              | майор Эвелин Ритчи               |
| 1972      | тф  | —                                | Playmates                    | Маршалл Барнетт                  |
| 1972      | тф  | —                                | Class of ’55                 | Питер                            |
| 1972—1983 | с   | МЭШ                              | M*A*S*H                      | Бенджамин «Ястребиный глаз» Пирс |
| 1973      | тф  | —                                | Isn’t It Shocking?           | Дэн                              |
| 1974      | тф  | Квартира с видом на реку         | 6 Rms Riv Vu                 | Пол Фридман                      |
| 1977      | тф  | Убей меня, если сможешь          | Kill Me If You Can           | Кэрил У. Чессман                 |
| 1978      | ф   | В то же время, в следующем году  | Same Time, Next Year         | Джордж Питерс                    |
| 1978      | ф   | Калифорнийский отель             | California Suite             | Билл Уоррен                      |
| 1979      | ф   | Соблазнение Джо Тайнена          | The Seduction of Joe Tynan   | Джо Тайнен                       |
| 1981      | ф   | Времена года                     | The Four Seasons             | Джек Берроуз                     |
| 1984      | с   | Времена года                     | The Four Seasons             | Джек Берроуз                     |
| 1986      | ф   | Сладкая свобода                  | Sweet Liberty                | Майкл Берджесс                   |
| 1988      | ф   | Новая жизнь                      | A New Life                   | Стив Джардино                    |
| 1989      | ф   | Преступления и проступки         | Crimes and Misdemeanors      | Лестер                           |
| 1990      | ф   | Свадьба Бетси                    | Betsy’s Wedding              | Эдди Хоппер                      |
| 1992      | ф   | Шёпот в ночи                     | Whispers in the Dark         | Лео Грин                         |
| 1993      | ф   | Загадочное убийство в Манхэттене | Manhattan Murder Mystery     | Тед                              |
| 1993      | тф  | Затянувшаяся музыка              | And the Band Played On       | доктор Роберт Галло              |
| 1994      | тф  | Белая миля                       | White Mile                   | Дэн Катлер                       |
| 1995      | ф   | Канадский бекон                  | Canadian Bacon               | президент США                    |
| 1996      | тф  | —                                | Jake’s Women                 | Джейк                            |
| 1996      | ф   | Не будите спящую собаку          | Flirting with Disaster       | Ричард Шлихтинг                  |
| 1996      | ф   | Все говорят, что я люблю тебя    | Everyone Says I Love You     | Боб                              |
| 1997      | ф   | Убийство в Белом доме            | Murder at 1600               | Джордан                          |
| 1997      | ф   | Безумный город                   | Mad City                     | Кевин Холландер                  |
| 1998      | ф   | Объект моего восхищения          | The Object of My Affection   | Сидни Миллер                     |
| 1999      | с   | Скорая помощь                    | ER                           | доктор Гэбриэл Лоуренс           |
| 2000      | ф   | Чего хотят женщины               | What Women Want              | Дэн Уонамейкер                   |
| 2001      | тф  | Агенты                           | Club Land                    | Уилли Уолтерс                    |
| 2001      | тф  | Тюрьма                           | The Killing Yard             | Эрни Гудман                      |
| 2004      | ф   | Авиатор                          | The Aviator                  | сенатор Ральф Оуэн Брюстер       |
| 2004—2006 | с   | Западное крыло                   | The West Wing                | Арнольд Виник                    |
| 2007      | ф   | Воскрешая чемпиона               | Resurrecting the Champ       | Ральф Метз                       |
| 2008      | ф   | В одно ухо влетело               | Diminished Capacity          | дядя Ролли Зербс                 |
| 2008      | ф   | Проблеск гениальности            | Flash of Genius              | Грегори Лоусон                   |
| 2008      | ф   | Ничего кроме правды              | Nothing But the Truth        | Альберт Бернсайд                 |
| 2009—2010 | с   | Студия 30                        | 30 Rock                      | Милтон Грин                      |
| 2011      | ф   | Как украсть небоскрёб            | Tower Heist                  | Артур Шоу                        |
| 2011—2013 | с   | Эта страшная буква «Р»           | The Big C                    | доктор Аттикус Шерман            |
| 2012      | ф   | Жажда странствий                 | Wanderlust                   | Карвин                           |
| 2013—2014 | с   | Чёрный список                    | The Blacklist                | Алан Фитч                        |
| 2015      | ф   | Дальняя дорога                   | The Longest Ride             | Айра Левинсон                    |
| 2015      | ф   | Шпионский мост                   | Bridge of Spies              | Томас Уоттерс-младший            |
| 2016      | с   | Брод Сити                        | Broad City                   | доктор Джей Хеллер               |
| 2016      | с   | Хорас и Пит                      | Horace and Pete              | дядя Пит                         |
| 2018      | мф  | —                                | The Emperor’s Newest Clothes | рассказчик                       |
| 2018—2019 | с   | Рэй Донован                      | Ray Donovan                  | доктор Артур Амио                |
| 2018—2019 | с   | Хорошая борьба                   | The Good Fight               | Соломон Уолтзер                  |
| 2019      | ф   | Брачная история                  | Marriage Story               | Берт Спитз                       |

### Режиссёр, сценарист, продюсер

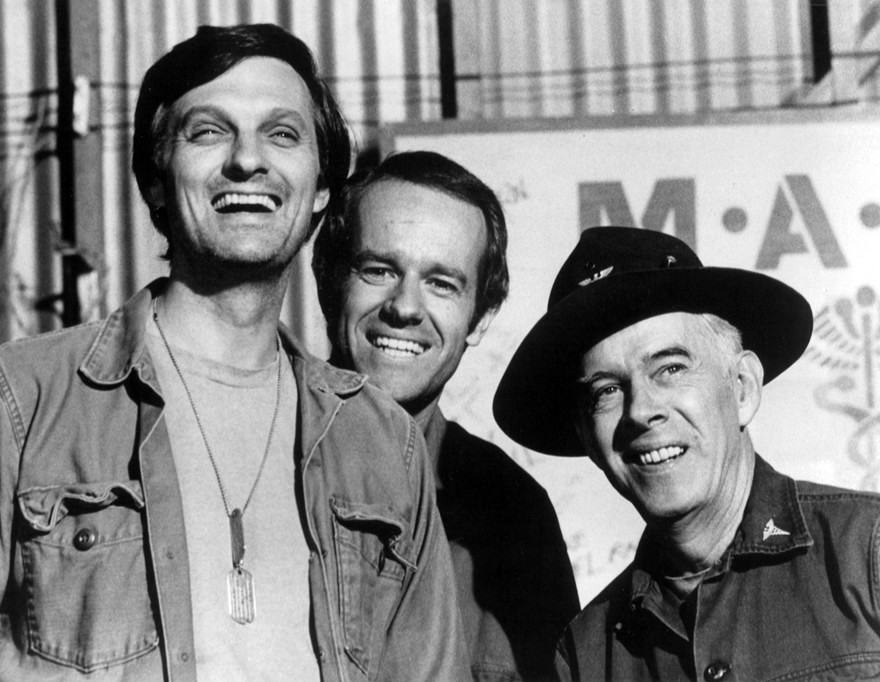
В роли Ястребиного Глаза Пирса, вместе с Майком Фаррелом и Гарри Морганом (слева-направо)

| Год       | Название                 | Оригинальное название             | Режиссёр    | Сценарист   | Продюсер   | Примечания               |
| --------- | ------------------------ | --------------------------------- | ----------- | ----------- | ---------- | ------------------------ |
| 1973—1983 | МЭШ                      | M*A*S*H                           | Да (32 эп.) | Да (19 эп.) |            | телесериал               |
| 1974      | Квартира с видом на реку | 6 Rms Riv Vu                      | Да          |             |            | телефильм                |
| 1974—1975 | —                        | We’ll Get By                      |             | Да (3 эп.)  | Да         | телесериал               |
| 1976      | —                        | Hickey                            | Да          | Да          |            | телефильм                |
| 1979      | Соблазнение Джо Тайнена  | The Seduction of Joe Tynan        |             | Да          |            |                          |
| 1981      | Времена года             | The Four Seasons                  | Да          | Да          |            |                          |
| 1984      | Времена года             | The Four Seasons                  |             | Да (4 эп.)  | Да (1 эп.) | телесериал               |
| 1986      | Сладкая свобода          | Sweet Liberty                     | Да          | Да          |            |                          |
| 1988      | Новая жизнь              | A New Life                        | Да          | Да          |            |                          |
| 1990      | Свадьба Бетси            | Betsy’s Wedding                   | Да          | Да          |            |                          |
| 2002      | —                        | M*A*S*H: 30th Anniversary Reunion |             | Да          |            | документальный телефильм |
| 2016      | —                        | Shooting an Elephant              |             |             | Да         | короткометражный фильм   |

## Награды и номинации
Полный список наград и номинаций на сайте IMDb.com.
| Награды и номинации | Награды и номинации            | Награды и номинации                                                    | Награды и номинации              | Награды и номинации |
| Год                 | Награда                        | Категория                                                              | Работа                           | Результат           |
| ------------------- | ------------------------------ | ---------------------------------------------------------------------- | -------------------------------- | ------------------- |
| 2005                | Оскар                          | Лучший актёр второго плана                                             | Авиатор                          | Номинация           |
| 1969                | Золотой глобус                 | Лучший дебют актёра                                                    | Бумажный лев                     | Номинация           |
| 1973                | Золотой глобус                 | Лучший актёр в телевизионном сериале — комедия или мюзикл              | МЭШ                              | Номинация           |
| 1974                | Золотой глобус                 | Лучший актёр в телевизионном сериале — комедия или мюзикл              | МЭШ                              | Номинация           |
| 1975                | Золотой глобус                 | Лучший актёр в телевизионном сериале — комедия или мюзикл              | МЭШ                              | Победа              |
| 1976                | Золотой глобус                 | Лучший актёр в телевизионном сериале — комедия или мюзикл              | МЭШ                              | Победа              |
| 1977                | Золотой глобус                 | Лучший актёр в телевизионном сериале — комедия или мюзикл              | МЭШ                              | Номинация           |
| 1978                | Золотой глобус                 | Лучший актёр в телевизионном сериале — комедия или мюзикл              | МЭШ                              | Номинация           |
| 1979                | Золотой глобус                 | Лучший актёр в телевизионном сериале — комедия или мюзикл              | МЭШ                              | Номинация           |
| 1979                | Золотой глобус                 | Лучший актёр в комедии или мюзикле                                     | В это же время, в следующем году | Номинация           |
| 1980                | Золотой глобус                 | Лучший актёр в телевизионном сериале — комедия или мюзикл              | МЭШ                              | Победа              |
| 1981                | Золотой глобус                 | Лучший актёр в телевизионном сериале — комедия или мюзикл              | МЭШ                              | Победа              |
| 1982                | Золотой глобус                 | Лучший актёр в комедии или мюзикле                                     | Времена года                     | Номинация           |
| 1982                | Золотой глобус                 | Лучший сценарист                                                       | Времена года                     | Номинация           |
| 1982                | Золотой глобус                 | Лучший актёр в телевизионном сериале — комедия или мюзикл              | МЭШ                              | Победа              |
| 1983                | Золотой глобус                 | Лучший актёр в телевизионном сериале — комедия или мюзикл              | МЭШ                              | Победа              |
| 1995                | Золотой глобус                 | Лучший актёр в мини-сериале или телефильме                             | Белая миля                       | Номинация           |
| 1973                | Прайм-таймовая премия «Эмми»   | Лучший актёр в комедийном телесериале                                  | МЭШ                              | Номинация           |
| 1974                | Прайм-таймовая премия «Эмми»   | Лучший актёр в мини-сериале или фильме                                 | Квартира с видом на реку         | Номинация           |
| 1974                | Прайм-таймовая премия «Эмми»   | Лучший актёр в комедийном телесериале                                  | МЭШ                              | Победа              |
| 1975                | Прайм-таймовая премия «Эмми»   | Лучший актёр в комедийном телесериале                                  | МЭШ                              | Номинация           |
| 1975                | Прайм-таймовая премия «Эмми»   | Лучший режиссёр комедийного телесериала                                | МЭШ                              | Номинация           |
| 1976                | Прайм-таймовая премия «Эмми»   | Лучший актёр в комедийном телесериале                                  | МЭШ                              | Номинация           |
| 1976                | Прайм-таймовая премия «Эмми»   | Лучший режиссёр комедийного телесериала                                | МЭШ                              | Номинация           |
| 1977                | Прайм-таймовая премия «Эмми»   | Лучший актёр в комедийном телесериале                                  | МЭШ                              | Номинация           |
| 1977                | Прайм-таймовая премия «Эмми»   | Лучший режиссёр комедийного телесериала                                | МЭШ                              | Победа              |
| 1977                | Прайм-таймовая премия «Эмми»   | Лучший сценарист комедийного телесериала                               | МЭШ                              | Номинация           |
| 1978                | Прайм-таймовая премия «Эмми»   | Лучший актёр в комедийном телесериале                                  | МЭШ                              | Номинация           |
| 1978                | Прайм-таймовая премия «Эмми»   | Лучший режиссёр комедийного телесериала (совместно с Бертом Меткалфом) | МЭШ                              | Номинация           |
| 1978                | Прайм-таймовая премия «Эмми»   | Лучший сценарист комедийного телесериала                               | МЭШ                              | Номинация           |
| 1978                | Прайм-таймовая премия «Эмми»   | Лучший актёр в мини-сериале или фильме                                 | Убей меня, если сможешь          | Номинация           |
| 1979                | Прайм-таймовая премия «Эмми»   | Лучший актёр в комедийном телесериале                                  | МЭШ                              | Номинация           |
| 1979                | Прайм-таймовая премия «Эмми»   | Лучший режиссёр комедийного телесериала                                | МЭШ                              | Номинация           |
| 1979                | Прайм-таймовая премия «Эмми»   | Лучший сценарист комедийного телесериала                               | МЭШ                              | Победа              |
| 1980                | Прайм-таймовая премия «Эмми»   | Лучший актёр в комедийном телесериале                                  | МЭШ                              | Номинация           |
| 1980                | Прайм-таймовая премия «Эмми»   | Лучший режиссёр комедийного телесериала                                | МЭШ                              | Номинация           |
| 1981                | Прайм-таймовая премия «Эмми»   | Лучший актёр в комедийном телесериале                                  | МЭШ                              | Номинация           |
| 1981                | Прайм-таймовая премия «Эмми»   | Лучший режиссёр комедийного телесериала                                | МЭШ                              | Номинация           |
| 1982                | Прайм-таймовая премия «Эмми»   | Лучший актёр в комедийном телесериале                                  | МЭШ                              | Победа              |
| 1982                | Прайм-таймовая премия «Эмми»   | Лучший режиссёр комедийного телесериала                                | МЭШ                              | Номинация           |
| 1982                | Прайм-таймовая премия «Эмми»   | Лучший сценарист комедийного телесериала                               | МЭШ                              | Номинация           |
| 1983                | Прайм-таймовая премия «Эмми»   | Лучший актёр в комедийном телесериале                                  | МЭШ                              | Номинация           |
| 1983                | Прайм-таймовая премия «Эмми»   | Лучший режиссёр комедийного телесериала                                | МЭШ                              | Номинация           |
| 1994                | Прайм-таймовая премия «Эмми»   | Лучший актёр второго плана в мини-сериале или фильме                   | Затянувшаяся музыка              | Номинация           |
| 2000                | Прайм-таймовая премия «Эмми»   | Лучший приглашённый актёр в драматическом телесериале                  | Скорая помощь                    | Номинация           |
| 2001                | Прайм-таймовая премия «Эмми»   | Лучший актёр второго плана в мини-сериале или фильме                   | Агенты                           | Номинация           |
| 2005                | Прайм-таймовая премия «Эмми»   | Лучший актёр второго плана в драматическом телесериале                 | Западное крыло                   | Номинация           |
| 2006                | Прайм-таймовая премия «Эмми»   | Лучший актёр второго плана в драматическом телесериале                 | Западное крыло                   | Победа              |
| 2009                | Прайм-таймовая премия «Эмми»   | Лучший приглашённый актёр в комедийном телесериале                     | Студия 30                        | Номинация           |
| 2015                | Прайм-таймовая премия «Эмми»   | Лучший приглашённый актёр в драматическом телесериале                  | Чёрный список                    | Номинация           |
| 1991                | BAFTA                          | Лучшая мужская роль второго плана                                      | Преступления и проступки         | Номинация           |
| 2005                | BAFTA                          | Лучшая мужская роль второго плана                                      | Авиатор                          | Номинация           |
| 1993                | Золотая малина                 | Худший актёр второго плана                                             | Шёпот в ночи                     | Номинация           |
| 2002                | Премия Гильдии киноактёров США | Лучший актёр в телефильме или мини-сериале                             | Агенты                           | Номинация           |
| 2005                | Премия Гильдии киноактёров США | Лучший актёрский состав в игровом кино                                 | Авиатор                          | Номинация           |
| 2006                | Премия Гильдии киноактёров США | Лучший актёрский состав в драматическом сериале                        | Западное крыло                   | Номинация           |
| 2019                | Премия Гильдии киноактёров США | Премия Гильдии киноактёров США за вклад в кинематограф                 | —                                | Победа              |